# Бингем, Билли
Уи́льям Ло́уренс Би́нгем (англ. William Laurence Bingham; 5 августа 1931, Белфаст — 9 июня 2022, Биркдале, Северо-Западная Англия), более известный как Би́лли Бингем (англ. Billy Bingham) — североирландский футболист и футбольный тренер.

## Биография

### Карьера футболиста
Свою футбольную карьеру Уильям начал в клубе «Гленторан» из Северной Ирландии. Играл на позиции правого крайнего нападающего, постоянно делая хорошие навесы с фланга. Обладал хорошим дриблингом; его излюбленный приём заключался в том, что он, владея мячом, делал вид, что спотыкается и быстрым рывком обходил соперника.
В 1950 году Бингем перешёл в «Сандерленд» за 8,000 фунтов стерлингов, сыграл за команду 227 матчей и забил 47 голов. В 1958 году он перебрался в «Лутон Таун», где в 1959 он сыграл в финале Кубка Англии, правда, его команда проиграла клубу «Ноттингем Форест» со счётом 2:1. В начале сезона 1960/61 он перешёл в «Эвертон» за 15,000 фунтов стерлингов. За этот клуб Бингем сыграл 98 матчей и забил 26 голов. Также в составе Эвертона Уильям стал чемпионом Англии. В 1963 году он перешёл в «Порт Вейл». Бингем завершил свою карьеру футболиста в 1964 году, после того как сломал ногу.
Бингем также выступал за сборную Северной Ирландии. За неё он сыграл 56 матчей. Бингем сделал очень многое для своей сборной в 1957 и 1958 годах — самых удачных для североирландской сборной, тогда они впервые обыграли англичан на поле стадиона «Уэмбли» — 3:2, сумели войти в финальный турнир ЧМ-58, играя в отборочной части со сборной Италии, и после сумели дойти до четвертьфинала. Вместе с Гарри Греггом, Дэнни Бланчфлауэром, Джимми Макилроем Бингем был признанным лидером сборной тех лет.
Уильям Бингем не показывал блистательной игры, но забивал при любом удобном моменте. Немало поиграв и взяв наивысший титул английского футбола, он вскоре получил тяжёлую травму — перелом ноги. Все попытки вернуться на высокий уровень игры не принесли успеха.

### Карьера тренера
Бингем начал тренерскую карьеру в клубе «Саутпорт» в 1966 году и впервые вывел этот клуб в третий дивизион. В 1967 году Бингема вызывают тренировать сборную Северной Ирландии, но, проработав четыре года и не добившись заметных успехов, он подал в отставку. В 1968 году он стал тренером клуба «Плимут Аргайл», а через три года — сборной Греции. В мае 1973 года Бингем приходит на пост главного тренера в свой бывший клуб «Эвертон» и в первом же сезоне за клуб приводит его к 7 месту в лиге. Он привёл в команду таких игроков как Мартин Добсон, Энди Кинг и Боб Летчфорд. Но у Бингема не хватало строгости, он быстро распустил дисциплину среди футболистов и после ряда неудач был уволен в январе 1977 года.
Позже Бингем тренировал «Мансфилд Таун», но особых успехов не добился, и в 1980 году его во второй раз ставят на пост главного тренера сборной Северной Ирландии. Этот приход Бингема стал удачным для сборной Северной Ирландии. Он выполнил основную задачу, поставленную федерацией футбола Северной Ирландии, — попадание в финальную стадию чемпионата мира 1982 года. Более того, далеко не самая сильная сборная вышла во второй этап турнира, где всё же уступила сборной Франции, которая показывала в то время очень хорошую игру. Через четыре года, пройдя отборочный цикл, команда, ведомая Бингемом, снова стала участником чемпионата мира, но в этот раз выйти из группы, где явными лидерами были бразильцы и испанцы, не удалось. В 1993 году шестидесятидвухлетний Бингем покинул пост тренера сборной. Его прощальным матчем стала отборочная встреча чемпионата мира со сборной Ирландии 17 ноября на «Уиндзор Парк», которая завершилась вничью 1:1.
Уильям Бингем тренировал национальную команду восемнадцать лет и является самым успешным тренером в футбольной истории Северной Ирландии. В годы его руководства появились такие талантливые футболисты, как Мартин О’Нил, Пэт Дженнингс, Ян Стюарт и Норман Уайтсайд. Кроме выходов сборной Северной Ирландии в финальную часть двух чемпионатов мира, выделяются победа в британском чемпионате 1980 года и две победы над сборной ФРГ в отборочных матчах чемпионата Европы 1984 года.
Скончался 9 июня 2022 года.

## Выступления
- «Гленторан» (1948—1950)
- «Сандерленд» (1950—1958)
- «Лутон Таун» (1958—1960)
- «Эвертон» (1960—1963)
- «Порт Вейл» (1963—1964)

## Сборная
- За сборную Северной Ирландии сыграл 56 матчей и забил 10 голов.
- Первый матч за сборную Северной Ирландии провёл 12 мая 1951 года в матче против Франции, который завершился вничью 2:2.
- Последний матч за сборную Северной Ирландии провёл 20 ноября 1963 года в матче против Англии, в котором сборная Северной Ирландии уступила со счётом 3:8.

## Достижения
- Чемпион Англии: 1962/63 (в составе «Эвертона»)
- Финалист Кубка Англии: 1958/59 (в составе «Лутон Таун»)

## Тренерская карьера
- «Саутпорт» (1966—1967)
- «Линфилд»
- Северная Ирландия (1967—1971)
- «Плимут Аргайл» (1968—1970)
- Греция (1971—1973)
- «Эвертон» (1973—1977)
- ПАОК (1977)
- «Мансфилд Таун» (1978—1980)
- Северная Ирландия (1980—1994)